# Taharana
Taharana är ett släkte av insekter. Taharana ingår i familjen dvärgstritar.

## Dottertaxa tillTaharana, i alfabetisk ordning[1]
- Taharana acontata
- Taharana acuminata
- Taharana albopunctata
- Taharana aperta
- Taharana aproboscidea
- Taharana arca
- Taharana bicuspidata
- Taharana bifasciata
- Taharana bifurcata
- Taharana choui
- Taharana clara
- Taharana concava
- Taharana concavi
- Taharana curvata
- Taharana dentata
- Taharana dubia
- Taharana ellsburyi
- Taharana fasciana
- Taharana fortis
- Taharana furca
- Taharana goldi
- Taharana hardyi
- Taharana horrida
- Taharana khasiensis
- Taharana lii
- Taharana longistyla
- Taharana mengshuengensis
- Taharana parabifurcata
- Taharana prionophylla
- Taharana ruficincta
- Taharana ruiliensis
- Taharana schonhorsti
- Taharana serrata
- Taharana sparsa
- Taharana spiculata
- Taharana spinea
- Taharana stipulata
- Taharana trackana
- Taharana triangulata
- Taharana trifurcata
- Taharana yinggenensis
- Taharana zhangi